# Emilio Álvarez Villazán
Emilio Álvarez Villazán, né le 21 juillet 1952, est un homme politique espagnol membre du Parti socialiste ouvrier espagnol (PSOE).
Il est élu sénateur de la circonscription de Valladolid lors des élections générales de novembre 2011.

## Biographie

### Vie privée
Il est marié et père d'un fils.

### Activités politiques
Il est maire de Tordesillas de 1999 à 1995 et de 2003 à 2007. Il est également député à la députation provinciale de Valladolid de 1987 à 1991 et de 1995 à 2007.
Le 9 mars 2008, il devient député de Valladolid au Congrès des députés, en remplacement de Soraya Rodríguez.
Le 20 novembre 2011, il est élu sénateur pour Valladolid au Sénat et réélu en 2015 et 2016. Il est nommé sous-délégué du gouvernement dans la province de Valladolid en mars 2019 par la déléguée du gouvernement en Castille-et-León Virginia Barcones.